# Океанское дно

График, показывающий колебания глубин океана

Океани́ческое (морско́е) дно — поверхность литосферной плиты, которая покрыта водами Мирового океана.

## Рельеф дна
Подводный рельеф не менее разнообразен, чем рельеф материков. Здесь имеются хребты, расселины и долины. Основные части дна — шельф, материковый склон, ложе океана, глубоководные желоба, срединно-океанические хребты, подводные котловины, океанические плато.
Подводная окраина материка состоит из шельфа (отмели), материкового склона и материкового подножья.
Платформа, окаймляющая континенты и называемая материковой отмелью, или шельфом, довольно неровная. На внешней стороне шельфа обычны скальные выступы; средняя глубина внешнего края (бровки) шельфа составляет около 130 метров. На формирование рельефа шельфа существенное влияние оказало всемирное оледенение. В эту эпоху на суше образовались ледяные массы, а уровень океана понизился. Таким образом в нынешних участках шельфа образовались дельты рек — особенности рельефа, сохранившиеся после того, как шельф снова покрылся водой. Также в ледниковый период на границах материков образовались абразионные платформы. На участках шельфа, бывших сушей в ледниковую эпоху, археологи находят предметы человеческого быта и кости мамонтов. На берегах, которые были подвергнуты обледенению, в шельфе за счёт движения ледников образовались углубления: впадины и отроги (ложбины). Подобные углубления имеются у берегов штата Мэн, вдоль береговой линии Норвегии, Аляски, в южной части берега Чили, в заливе Святого Лаврентия.
Говоря о материковом склоне, можно отметить следующие особенности: во-первых, он обычно образует четкую и хорошо выраженную границу с шельфом, во-вторых, почти всегда его пересекают глубокие подводные каньоны. У нижней границы склона в Атлантическом и Индийском океанах располагается поверхность, получившая название материкового подножья. По периферии Тихого океана материковое подножье обычно отсутствует.
Граница между шельфом и материковым склоном (бровка), как правило, чёткая. Угол наклона материкового склона в среднем равен 4°. Однако, в некоторых местах склон может быть очень крутым. Склон обычно имеет ступенчатый профиль — уступы чередуются с горизонтальными ступенями. Материковый склон, как правило, пересечён подводными каньонами. Каньоны имеют глубину 300 м и более. Самый глубокий каньон — Большой Багамский. Его глубина — 5 км. Некоторые крупные каньоны зародились в результате разрывов материкового склона. Есть каньоны, являющиеся подводными участками речных долин, но большинство родилось под водой. Учёные полагают, что каньоны подводного происхождения сформировались под действием мутьевых потоков, которые образуются на кромке шельфа в результате землетрясений, цунами и бурных водных потоков с суши, имеют большую скорость и сильный эрозионный эффект.
Материковое подножье, занимающее промежуточное положение между материковым склоном и ложем океана, имеет холмистый рельеф. Глубина подножья — от 3,5 км. В нём имеются скопления осадочных пород, образованные мутьевыми потоками и оползнями.

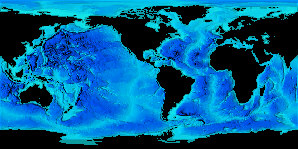
Океаническое ложе

Океаническое ложе имеет глубину от 3,5 до 6 км. Его рельеф плоский (широко распространён в Атлантическом океане) или холмистый (преобладает в Тихом океане), при этом холмы чаще всего порождены вулканизмом. В типичном случае состоит из фундамента, который образован в верхней части базальтами, и чехла глубоководных осадков, представленных красными глубоководными глинами, известняковым биогенным илом.
Также имеются подводные горы, некоторые вулканического происхождения.

## Острова, горы и срединно-океанические хребты
Подводные океанические горы вулканического происхождения, которые в результате волновой абразии имеют срезанную вершину, называют гайотами. Вершины гайотов расположены на глубине от 1—2 км до нескольких метров от поверхности океана. В тропической зоне на вершинах океанических гор могут образовываться атоллы. Горы могут возвышаться над поверхностью и образовывать вулканические острова.
Срединно-океанические хребты имеют протяжённость более 60 000 км. Хребты отмечены поперечными разломами. Срединно-океанические хребты представляют собой горные образования шириной в несколько сотен километров и высотой около 2—3 км. Они состоят из нескольких параллельных горных гряд. Их склоны опускаются к ложу океана широкими ступенями. В самой высокой центральной части вдоль гребней тело хребта прорезают так называемые рифтовые ущелья. Рифтовые ущелья и рифтовые зоны в геологическом отношении необычайно интересны: здесь высока сейсмическая активность и каждый день бывает до 100 землетрясений. Также сильно развита и вулканическая активность. В стенках рифтовoого ущелья и на гребнях прилегающих к нему рифтовых гряд обнажаются глубинные породы Земли.
Ещё одна разновидность подводных хребтов — вулканические хребты. Они состоят из цепочек подводных вулканов.
На ложе океанов встречаются и так называемые валы — широкие массивные поднятия с сильно пологими склонами. Система валов делит ложе Тихого океана на несколько крупных котловин: Северо-Западную, Северо-Восточную, Марианскую, Центральную, Южную, Беллинсгаузена, Чилийскую, Панамскую. Есть ещё одна особенность строения океанского ложа — так называемые зоны разломов. Это узкие и необычайно длинные полосы сложно раздробленного дна; то крутые сбросовые уступы, то гребни и желоба, то просто сложный расчлененный рельеф.
Вершины некоторых гор и хребтов выступают выше уровня моря, образовывая океанические острова (Гавайи, остров Пасхи, Остров Святой Елены, Азорские острова), другие увенчаны коралловыми сооружениями (коралловые атоллы).

## Котловины
От оси срединно-океанических хребтов в стороны котловин дно постепенно снижается от 2500 — 3000 до 5500 — 6000 метров. Резко расчленённый рельеф хребтов изменяется плоской поверхностью абиссальных котловин. Мощность осадочного чехла возрастает от нулевой у оси хребтов до 600—1000 метров в центре котловин, а возраст подошвы осадков становится все более древним, вплоть до верхнего юрского периода. Базальтовый фундамент наращивается за счёт выливания лавы в узких осевых зонах срединно-океанических хребтов. Осадочные материалы постепенно засыпают неровности и сглаживают рельеф.
На больших пространствах абиссальных котловин распространены железомарганцевые конкреции. Вдоль окраин некоторых континентов (Африка, Южная Америка) формируются фосфориты. Вдоль оси срединно-океанических хребтов, параллельно с появлениями базальтов, наблюдается интенсивная гидротермальная активность, с которой связанные отложения сульфидных руд в базальтовом пласте. Происходит вынесение полезных компонентов в морскую воду с дальнейшим отложением их в виде металлоносных осадков во впадинах близ срединно-океанических хребтов (впадина Бауэрса в Тихом океане).

## Подводные каньоны
Каньоны, врезанные в морское дно на 300 метров и более, обычно отличаются крутыми бортами, узким днищем и извилистостью. Самый глубокий из известных подводных каньонов — Большой Багамский — врезан почти на 5 км. Несмотря на схожесть с одноименными образованиями на суше, подводные каньоны в своем большинстве не являются древними речными долинами, погруженными ниже уровня океана.

## Глубоководные желоба
Глубоководные желоба имеют глубину 7—11 км. Их особенно много в Тихом океане. Здесь находится самый глубокий Марианский жёлоб (11 км). Имеются глубоководные желоба и в Индийском, и в Атлантическом океанах. Глубоководные желоба образуются в результате поддвига океанической коры под континентальную.
В глубоководных желобах ложе океана резко сгибается и опускается к глубинам в 8000 — 10 000 метров, а местами и ещё глубже. Со стороны океана глубоководные желоба сопровождаются краевыми валами высотой до 500 метров, осложнённые линейными вулканическими хребтами и многочисленными подводными горами. Большинство из них имеет вулканическое происхождение и возникло вследствие подводных извержений.
Многое стало известно о рельефе глубоководных частей океанического дна в результате широкомасштабных исследований, развернувшихся после Второй мировой войны. Наибольшие глубины приурочены к глубоководным желобам Тихого океана. Самая глубокая точка — пучина Челленджера — находится в пределах Марианской впадины на юго-западе Тихого океана.

## Исследования океанического дна
Для исследования дна используются суда, использующие грейферы, гидролокатор и сейсмические методы, или специальные подводные лодки, батискафы. Большая часть работы океанографов осуществляется с поверхности воды, например, гидроакустические измерения.
Проводится также подводное бурение океанского дна, в результате которого получают колонки осадочных пород, свидетельствующие о климате, растительном и животном мире древних эпох. Стараются получить как можно более длинную колонку, потому что тогда будет охвачен более длительный период истории. Так, в 1956 году во время 2-й САЭ с борта дизель-электрохода «Обь» производилось подводное бурение в приантарктических морях, и одна из колонок получилась длиной 14,5 метра (скорость осадконакопления — около 1 см за 1000 лет).

## Биология дна
Лишь небольшая часть морского дна находится в зоне светового потока, где растения освещаются достаточным количеством солнечного света для фотосинтеза. Эта эвфотическая зона ограничивается внутренними морями и районами, расположенными вдоль побережья. Совокупность гидробионтов — водных организмов, обитающих на поверхности грунта и в толще грунта дна океана, называется бентосом.